# Janet Albrechtsen
Janet Albrechtsen es una columnista australiana conservadora y comentarista en asuntos sociales, que trabaja en el periódico australiano The Australian. En forma regular, escribe sobre asuntos judiciales enfocándose en la supuesta tendencia del Tribunal Supremo de Australia de intentar cambiar la ley.
Su estilo es similar al de la columnista estadounidenseAnn Coulter. 
Albrechtsen ha sido criticado fuertemente por el antiguo líder del partido laborista de Australia Mark Latham. 
Ha sido criticada también por el programa de televisión australiano Media Watch por citaciones incorrectas del psicólogo francés Jean-Jacques Rassial. El periódico The Australian ha sido solidario con Albrechtsen en este asunto.
En febrero de 2005, Albrechtsen estaba nombrado a una posición al Australian Broadcasting Corporation, la cadena de televisión y radio estatal de Australia.